# 230 Athamantis
230 Athamantis este un asteroid din centura principală, descoperit pe 3 septembrie 1882, de Karl de Ball.